# Автогара Запад (София)
Автогара Запад или Автогара Овча купел е автогара, намираща се в кв. Овча купел.